# 호랑이를 구하라
호랑이를 구하라(Save The Tiger)는 미국에서 제작된 존 G. 아빌드센 감독의 1973년 드라마 영화이다. 잭 레먼 등이 주연으로 출연하였고 마틴 랜소호프 등이 제작에 참여하였다.

## 출연

### 주연
- 잭 레먼
- 잭 길포드

### 조연
- 로리 헤인맨
- 노먼 버톤
- 패트리샤 스미스
- 데이어 데이비드
- 윌리엄 한슨

## 제작진
- 미술: 잭 T. 콜리스
- 배역: 카로 존스